# Doukkala (région)
Les Doukkalas ou Doukkala (en arabe: دكالة, Doukkala, en tamazight: ⵉⴷⵓⴽⴰⵍⵏ, Idukalen) désignent une région 
historique et géographique du Maroc correspondant à l'aire d'habitation des populations éponymes.
Les Doukkala, sont une tribu arabe, qui de nos jours sont linguistiquement arabe, dont les sous-tribus ont été fondées principalement par des hilaliens. La région comprend les villes d'El Jadida, Sidi Bennour et Azemmour. Aujourd'hui, la Doukkala fait partie de la région administrative de Casablanca-Settat.

## Toponymie
Le terme Dukkala constitue la contraction de deux termes Amazigh, à savoir « Adu » qui signifie « bas » ou « basse » et « Akal » qui signifie « Terre ». « Adukal », qui semble par ailleurs être le singulier de la forme berbère (Idukalen) du mot « Doukkala », signifie donc « la terre basse » ou simplement « la plaine ».

## Histoire
Historiquement, le nom Doukkala fait référence à une confédération tribale Arabe Hilaliennes ,, établie sur le territoire entre les actuelles villes de Casablanca et Safi,.
Dans l'Antiquité, les Phéniciens puis les Carthaginois y établirent quelques comptoirs commerciaux, tels Rusibis (El Jadida), Azama (Azemmour) et Tit (Moulay Abdellah Amghar), depuis lesquels ils commerçaient avec les populations autochtones.
Révoltés contre les Almohades au XIIe siècle, les Doukkalas furent soumis par le calife Abd al-Mumin vers 1160 qui décida d'installer et de sédentariser, au sein de leur territoire, des tribus hilaliennes qu'il avait auparavant soumises dans l'Ifriqiya, et ce dans la perspective d'en finir avec les révoltes Imazighen telles que celle des Berghouatas au cours du siècle précédent.
À la suite de l'installation des Arabes hilaliens, « Doukkala » fait depuis référence aux tribus  aux tribus arabisées ou aux descendants arabes habitant une partie du territoire de l'ancienne population des Doukkala.

## Traditions
Les Doukkalas, habitants de la région historique du Doukkala au Maroc, préservent une riche et diversifiée tradition, fortement influencée par l’agriculture, pilier de leur économie et de leur mode de vie. Nombre de ces traditions, dont certaines remontent à l’Antiquité, sont toujours pratiquées, bien que leur forme et leur symbolisme aient évolué au fil du temps. Parmi ces coutumes figure le rituel de la pluie, qui trouve son origine dans des pratiques ancestrales partagées avec plusieurs tribus arabo-amazigh du Maghreb, notamment les Chiadma, qui pratiquent ce rite sous la dénomination de « Laârossa Chta ». Ce dernier est similaire au célèbre rituel d’Anzar, connu sous le nom de Tislit n’ Anzar. Bien que cette tradition soit enracinée dans un culte ancien dédié à Anzar, le dieu de la pluie, aujourd’hui, le rite est largement islamisé, avec les Doukkalas le consacrant à Dieu.
Tislit n’ Anzar et la variante Doukkala « Taghenja »
Dans le cadre de ce rituel, similaire à « Tislit n’ Anzar », les participants invoquent la pluie en répétant des phrases incantatoires, dont la plus notable est « Taghenja Taghenja, mon Seigneur fait tomber la pluie » (en arabe: تاغنجا تاغنجاياربي تصب الشتا), qui reflète un lien spirituel avec le divin pour le rétablissement de l’équilibre naturel. Bien que le nom varie d’une région à l’autre, la pratique générale de cette invocation est observée dans toute la région du Doukkala, avec une version locale appelée « Taghenja »  (en arabe: تاغنجا). La communauté associe désormais cette prière à la miséricorde d’Allah, non plus à Anzar, à la suite de leur islamisation progressive. Ce rite reflète non seulement l’adaptation des pratiques animistes aux croyances islamiques mais aussi la profonde connexion de la communauté avec la nature et les cycles agricoles.
La tradition de la fauconnerie
En plus des rituels liés à l’agriculture, le Doukkala est également reconnu pour sa tradition arabe ancestrale de la fauconnerie , surtout au sein de la sous-tribu des Ouled Frej. Ces derniers ont transmis de génération en génération leur expertise dans la capture et l’entraînement des faucons. Cette forme de fauconnerie n’est pas seulement un art de chasse mais aussi un moyen de maintenir un équilibre avec la nature, où le faucon joue un rôle fondamental dans la régulation des populations d’animaux nuisibles.
Le tatouage dans le Doukkala
Un autre aspect fascinant de la culture doukkala est l’ancienne tradition des tatouages. Jusqu’au début du XXe siècle, les tatouages étaient largement pratiqués par les femmes de la région.
Ainsi, à travers ces pratiques, les Doukkalas perpétuent un héritage unique qui mêle influences arabo-amazigh, croyances pré-islamiques et coutumes liées à la terre. Même si de nombreuses de ces traditions ont subi les transformations liées à l’islamisation et à la modernité, elles continuent de constituer un pivot central de l’identité culturelle de la région.

## Démographie
À la fin du protectorat français, dans les Doukkala vivaient 372 269 Musulmans, 2 680 Européens et 3 933 Juifs.
Au recensement officiel de 2004, la population de la région dans ses frontières actuelles était de 2 984 039 personnes.

### Composition ethnique
La confédération tribale des Doukkala, établie sur le territoire des provinces d'El Jadida et de Sidi Bennour, est constituée de sept tribus :
- les El Aounate ;
- les El Haouzia ;
- les Oulad Amar ;
- les Oulad Amrane ;
- les Oulad Bouaziz ;
- les Oulad Bouzerrara ;
- les Oulad Frej.

À ces sept tribus s'ajoutent deux fractions des Chiadma et Chtouka, établies dans la région et étroitement liées, historiquement et culturellement, aux Doukkalas.
Azemmour, ville d'origine phénicienne située au nord de la région, a une population de souche constituée de citadins, musulmans et juifs, sans lien avec les tribus des alentours et dont les parlers, pré-hilaliens, se distinguaient des parlers hilaliens des Doukkala. Cette population a quitté la médina d'Azemmour et le parler local a disparu au XXe siècle.

### Répartition ethnique
Au début du XXe siècle, la confédération des Doukkala est constituée de 55001 « tentes », réparties comme suit : 
- Ouled Bouaziz : 10690 tentes, réparties comme suit :
  - Ouled Hassin : 2732 tentes
  - Ouled douib : 2540 tentes
  - Ouled Aissa : 1382 tentes
  - Ouled ghanem : 1688 tentes
  - Hyayna : 901 tentes
  - Ouled Messoud : 1447 tentes

- Ouled Frej : 10996 tentes, réparties comme suit :
  - Chiheb : 437 tentes
  - Ouled Hamdan : 110 tentes
  - Kouamia : 31 tentes
  - Ouled Sidi Ali ben Abdellah : 54 tentes
  - Jaouibet : 240 tentes
  - Abbara : 134 tentes
  - Ouled khadir : 112 tentes
  - Frarza : 434 tentes
  - Ouled Mhammed : 434 tentes
  - Mhrir Qouacem : 329 tentes
  - Ouled Abdelghni : 441 tentes
  - Ouahla : 1074 tentes
  - Hlaf : 445 tentes
  - Ouled Hassin : 290 tentes
  - Ouled Ali : 142 tentes
  - Ouled Boulaouan : 69 tentes
  - Ouled Si Amafa : 714 tentes
  - Ouled Amara : 146 tentes
  - Ouled Hamdan : 115 tentes
  - Ouled Zid : 446 tentes
  - Ouled Naser : 50 tentes
  - Ouled Chikh : 827 tentes
  - Ouled Dzalim : 1087 tentes
  - ouled Hassin : 790 tentes
  - Qouacem (premier goupement) : 1140 tentes
  - Qouacem (second groupement) : 715 tentes

- Ouled Bouzrara : 9173 tentes, réparties comme suit :
  - Ouled Tounsi : 708 tentes
  - Fatnassa : 832 tentes
  - Ouled Jaber : 1821 tentes
  - Ouled Msellem : 695 tentes
  - Ouled Rahal : 584 tentes
  - Ouled Helal : 1969 tentes
  - Ouled Sidi bou Yahia : 1138 tentes
  - Beni Amer : 631 tentes
  - Ouled Hmed : 525 tentes
  - Ouled Taleb : 270 tentes

- Ouled Amran : 5521 tentes, réparties comme suit :
  - Zkakra : 380 tentes
  - Ouled cheban : 290 tentes
  - Ghouanem : 608 tentes
  - Ouled Said : 868 tentes
  - Rmamha : 485 tentes
  - Beni Dghough : 398 tentes
  - Ouled Hammou : 207 tentes
  - Ouled Jerrar : 420 tentes
  - Khtatba : 395 tentes
  - Ouddat : 173 tentes
  - Ouled Mira : 55 tentes
  - Ouled Boubker : 1242 tentes

- Aounat : 4961 tentes, réparties comme suit :
  - Ouled Ali : 553 tentes
  - Ghouatsa : 165 tentes
  - Ouled Bou saker : 195 tentes
  - Ouled Harrat : 665 tentes
  - Merhane et Ghozia : 377 tentes
  - Ouled Youssef : 670 tentes
  - Beni Tsiris : 854 tentes
  - Azzaza : 247 tentes
  - Ouled Sidi Mohammed l’aouni lmekrane : 742 tentes
  - Ouled Hamed : 273 tentes
  - Ouled Ftaiss : 220 tentes

- Ouled Amar : 7226 tentes, réparties comme suit :
  - Oualidia : 396 tentes
  - Gharbia : 1462 tentes
  - Oulad Sbeita : 1159 tentes
  - Beni Ikhlef : 1604 tentes
  - Ghenadra : 921 tentes
  - Zemamra : 736 tentes
  - Ouled Rbia : 344 tentes
  - Ouled Bou Zid : 514 tentes

- Chiadma : 1440 tentes, réparties comme suit :
  - Hielma : 260 tentes
  - Mkhaira : 600 tentes
  - Mherza : 200 tentes
  - Soualeh : 380 tentes

- Chtouka : 2704 tentes, réparties comme suit :
  - Ouldja : 400 tentes
  - Moualin Khemis : 315 tentes
  - Aït Briem : 450 tentes
  - Mzaouir et Oulad Ali : 375 tentes
  - Gherbia : 504 tentes
  - Oulad Amar : 330 tentes
  - Aït Boutatem : 330 tentes

- Haouzia: 2290 tentes, réparties comme suit :
  - Triat : 224 tentes
  - Beni Tameur : 300 tentes
  - Chorfa Jarnyine : 155 tentes
  - Oulad Salem : 205 tentes
  - Oulad Amira (premier groupe) : 267 tentes
  - Gharbia d'Azemmour : 140 tentes
  - Chorfa Kremcha : 484 tentes
  - Oulad Rahmoun : 259 tentes
  - Oulad Amira (second groupe) : 256 tentes

## Géographie

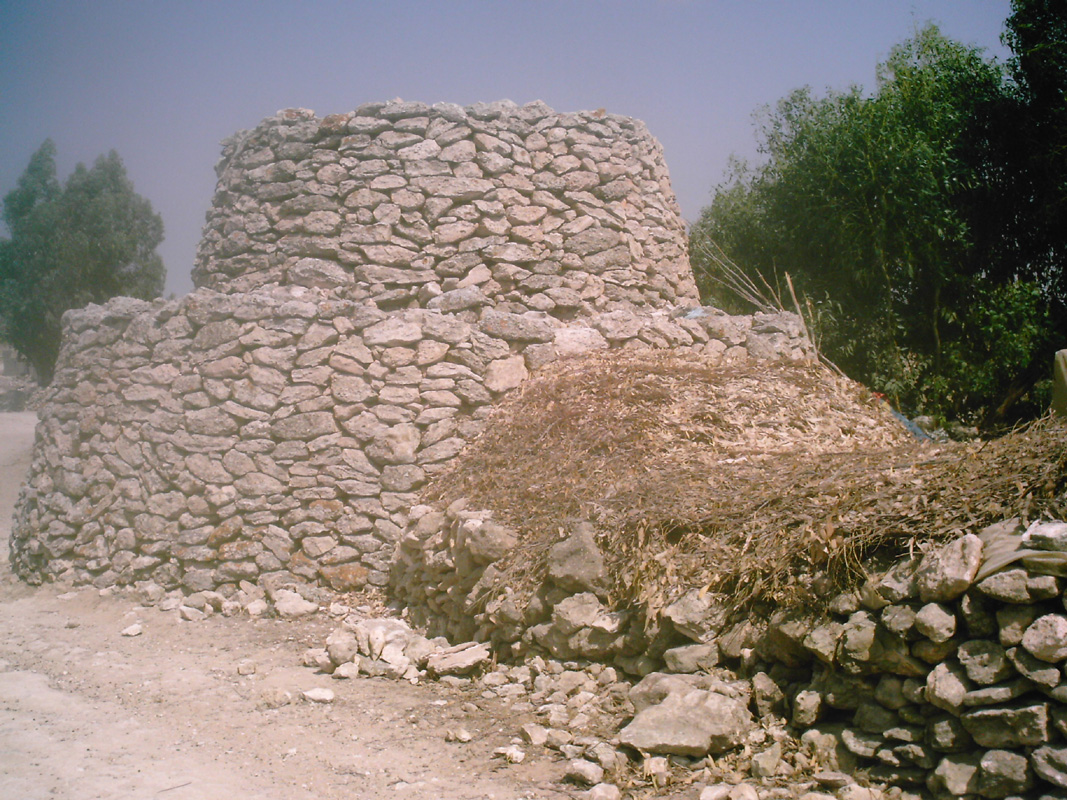
Une « tazota », ancienne architecture typique de la région de Doukkala.

La région est divisée en trois sous-régions parallèles à la côte :
- le « Oulja » le long de la côte ;
- le « Sahel » à environ 20 km à l'intérieur, une région de pierre, autrefois boisée, convenant à l'élevage ovin ;
- la plaine riche, où sont cultivés blé et betterave à sucre et où est pratiqué l'élevage intensif de bétail.

## Personnalités liées
- La Fouine, rappeur français né à Trappes, originaire de Doukkala.
- Badr Hari, boxeur néerlandais né à Amsterdam, originaire de Doukkala.
- Abderrazak Hamdallah joueur de football et numéro 9 de l’équipe nationale marocaine, il est issu de la tribu des Ahmar.
- Nabil Dirar joueur de football de l’équipe nationale marocaine
- Sheykh Muhammad Dhiya al-Din al-Dukkali, savant marocain du XXIe siècle.
- Abu Shua'ib al-Dukkali, savant marocain issue de la tribu des Awlad Amour, et résistant à la colonisation avec Moha Ou Hammou Zayani.
- Zamdane, rappeur marocain.